# Santuario de Nuestra Señora de la Encarnación (Tobarra)
El santuario de Nuestra Señora de la Encarnación y Ermita del Cristo de la Antigua se ubica en el municipio español de Tobarra, perteneciente a la provincia de Albacete, en la comunidad autónoma de Castilla-La Mancha.
Declarado Bien de Interés Cultural en 1981 por el Ministerio de Cultura de España, siendo ministro Íñigo Cavero, podría tener sus orígenes en la ermita de Santa María, citada en las Relaciones Topográficas de Felipe II de 1587, aunque no se detalla su ubicación. Aledañas se hallan, así mismo, las ruinas del antiguo castillo de Tobarra. Se menciona la Parroquia citada como la “antigua”, al afirmar que en ella predicó San Vicente Ferrer el día 24 de abril de 1411, levantándose, no obstante, entre los siglos XV y XVIII. La reciente restauración ha puesto al descubierto toda la riqueza artística que albergaba en su interior. 
Consta de tres naves, dos de ellas cubiertas con bóveda de crucería y la tercera un artesonado mudéjar con decoración de lazo y piña en mocárabe, que pudiera ser la parte correspondiente de la primitiva mezquita. 
En su interior destacan pinturas murales del siglo XV referentes a la pasión y santos protectores, un artesonado mudéjar con piña mocárabe central y decorados con motivos vegetales, castillos y leones lampantes, el camarín de la Virgen de la Encarnación (patrona de Tobarra), decorado con pinturas murales del siglo siglo XVIII, referente  a la vida gozosa y dolorosa de la Virgen y que cuyos mecenas fueron los nobles de Tobarra y, sobre todo, otro rococó refinado, que alberga la imagen del Cristo de la Antigua (Patrón de Tobarra), camarín de estilo barroco - rococó, decorado con cúpula sobre tambor y pechinas con los cuatro evangelistas y unos azulejos de Manises de finales del siglo XVIII y principios del XIX. 
Alberga el Santuario, en su interior, dos tronos que participan en la Semana Santa de Tobarra: el Cristo Resucitado y la Caída de Jesús, conocido este último popularmente como Paso Gordo (por sus más de 3000 kg de peso) y que se baja a hombros del Santuario, el Jueves Santo por la tarde. Además también se encuentran la imagen de Santa Mujer Verónica y la Soledad de María.
Recientemente se ha documentado que en el siglo XVIII y el siglo XIX el santuario tuvo cementerio propio, en donde recibían sepultura fundamentalmente, los vecinos más humildes de la localidad.
- Datos: Q5409403
- Multimedia: Santuario de Nuestra Señora de la Encarnación (Tobarra) / Q5409403